# Андреа Лидс
Андреа Лидс (енгл. Andrea Leeds) је била америчка глумица, рођена 14. августа 1914. године у Бјуту, а преминула 21. маја 1984. године у Палм Спрингсу.